# 東亜工機
東亜工機（とうあこうき）とは、佐賀県鹿島市に本社を置く船舶部品メーカー。船舶用ディーゼルエンジンシリンダライナー製造のトップメーカーであり、内径600mm以上の大型では世界シェアの40%、日本国内シェア70%を占める。ボロン鋳鉄技術をコア技術としている。2006年に元気なモノ作り中小企業300社に選定された。2009年、社に所属する井手が、海事関係功労者として第3回ものづくり日本大賞内閣総理大臣賞を受賞。